# گیوم گوکلین
گیوم گوکلین (انگلیسی: Guillaume Gauclin؛ زادهٔ ۱۷ ژوئن ۱۹۸۱) بازیکن فوتبال اهل فرانسه است که به عنوان دروازه‌بان بازی می‌کند.
از باشگاه‌هایی که در آن بازی کرده‌است می‌توان به باشگاه فوتبال ونس، باشگاه فوتبال گنگام، باشگاه فوتبال لوریان، و باشگاه فوتبال استراسبورگ اشاره کرد.